# كونسكاي
كونسكاي هي ضاحية صغيرة جنوب دبلن ، أيرلندا. تمتد المنطقة على نهر دودر .

## الموقع والوصول
كونسكاي هي بلدة في أبرشية دونيبروك المدنية في منطقة باروني التاريخية في دبلن .

## وسائل الراحة

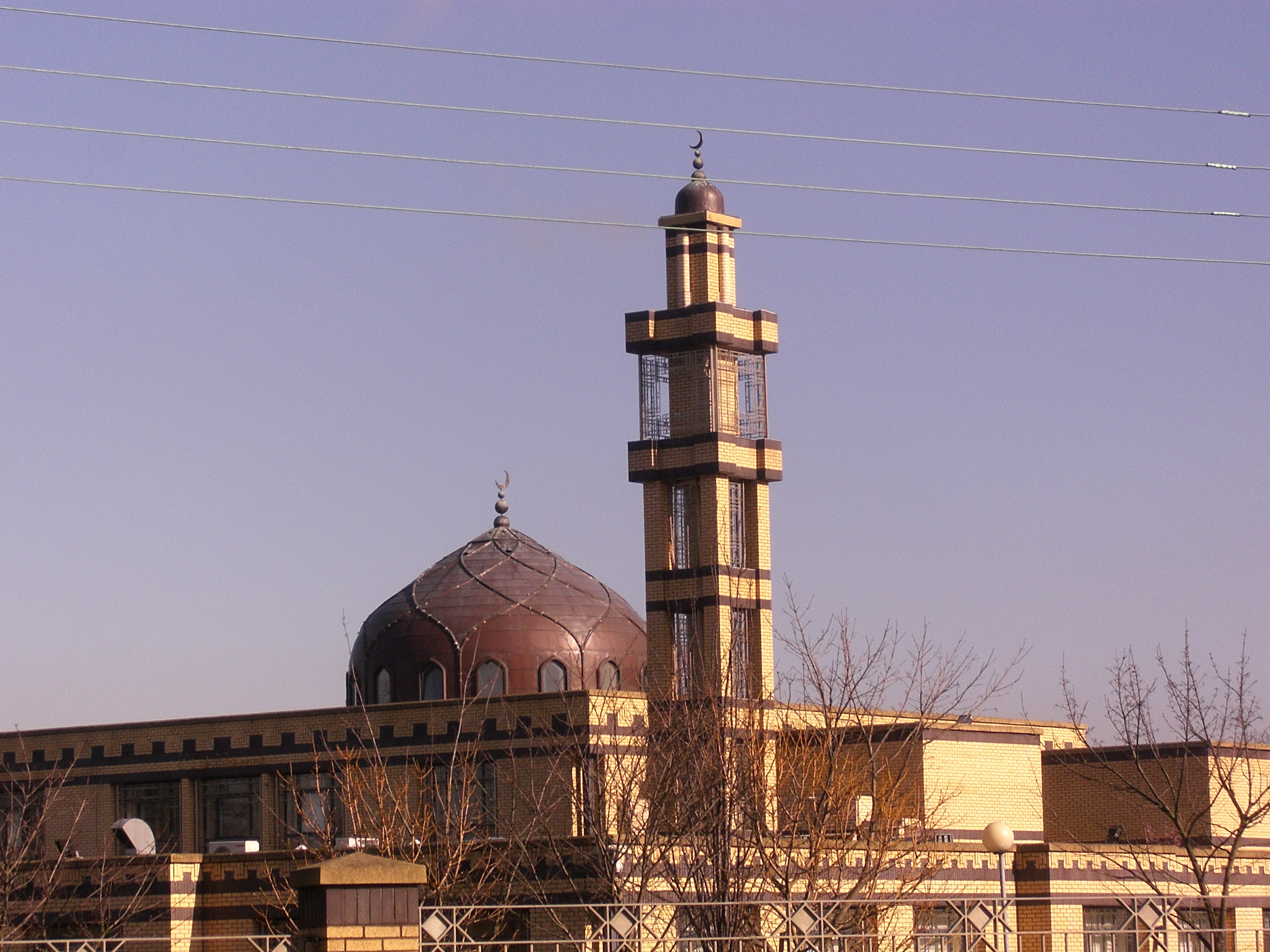
المركز الإسلامي الثقافي في كونسكاي

توجد في كونسكاي كنيسة كاثوليكيةمن منتصف القرن العشرين في شارع الطيور، و المركز الثقافي الإسلامي في أيرلندا وما يرتبط بها مدرسة ابتدائية على طريق روبوك.
أصبح مستشفى فيرجيماونت فيفر السابق في كونسكاي الآن دار رعاية لكبار السن.
هناك أيضًا العديد من المساحات الخضراء، بالإضافة إلى نادٍ كبير للصحة واللياقة البدنية، ويتم صيد الأسماك على نهر دودر.

## رياضة
أقيم أول نهائي لبطولة كرة القدم الأيرلندية على الإطلاق في بيتش هيل، كونسكاي، إحدى معالم المنطقة، في 29 أبريل 1888 على ملعب نادي سانت بن بيرب لكرة القدم.

## أعلام
- مود غون
- ريتشي ريان
- نيكولا إيفانز

## روابط خارجية
- قلعة Roebuck- المنزل الأكثر شهرة في دبلن؟ Historyeye